# Prag-Film AG
Prag-Film AG byla německá filmová produkční společnost, která existovala v letech 1941–1945 se sídlem v okupované Praze. Po obsazení Československa sloužila jako významný představitel zájmů říšské kinematografie v Protektorátu Čechy a Morava.
Společnost Prag-Film AG byla založena 21. listopadu 1941 z výrobních závodů československé společnosti AB-Filmfabrikations AG. To zahrnovalo důležitá studia na Barrandově, Hostivaři a v Radlicích (FOJA). Založením společnosti UFA-Film GmbH (UFI) dne 10. ledna 1942 byla začleněna do státního koncernu a zachovala si pouze formální samostatnost.

## Celovečerní filmy společnosti Prag-Film AG
- Himmel, wir erben ein Schloß! (Peter Paul Brauer, 1942/43)
- Liebe, Leidenschaft und Leid (Josef Alfred Holman, 1942/43)
- Die Jungfern vom Bischofsberg (Peter Paul Brauer, 1942/43)
- Seine beste Rolle (Vladimír Slavínský, 1943)
- Der zweite Schuß (Martin Frič, 1943)
- Das schwarze Schaf (Friedrich Zittau alias Miroslav Cikán, 1943)
- Sieben Briefe (Vladimír Slavínský, 1943/44)
- Glück unterwegs (Friedrich Zittau alias Miroslav Cikán, 1943/44)
- Spiel (Alfred Stöger, 1944)
- Schicksal am Strom (Heinz Paul, 1942–44)
- Komm' zu mir zurück! (Heinz Paul, 1944)
- Dir zuliebe (Martin Frič, 1944)
- Shiva und die Galgenblume (Hans Steinhoff, 1945 – nedokončeno)